# Dirphya rufomedioantennalis
Dirphya rufomedioantennalis är en skalbaggsart som först beskrevs av Stefan von Breuning 1964.  Dirphya rufomedioantennalis ingår i släktet Dirphya och familjen långhorningar. Inga underarter finns listade i Catalogue of Life.